# معبد (دامغان)
معبد یک روستا در ایران است که در دهستان قهاب رستاق واقع شده‌است. معبد ۲۲ نفر جمعیت دارد.